# Deregulierte Freibeschäftigung
Mit Deregulierte Freibeschäftigung wird in den Wirtschaftswissenschaften ein Arbeitsmarktskonzept bezeichnet. Das Konzept hat die Schaffung neuer Arbeitsplätze und eine Steigerung der Arbeitszufriedenheit als Ziel.

## Konzept
Die Deregulierte Freibeschäftigung ist ein Arbeitsmarktkonzept, das die Integration von Beschäftigungslosen in die Arbeitswelt zum Ziel hat. Der Ansatz des Konzeptes liegt in der verbesserten Nutzung der Humanressourcen, die im Zuge der Produktivitätssteigerung frei werden. Dafür soll ein Subsektor im primären Arbeitsmarkt geschaffen werden. Von Unternehmen werden Arbeitsplätze in freien Gebäuden bereitgestellt. Die Stärke des Konzeptes liegt in der Nutzbarmachung freier Potentiale durch Unternehmen sowie der Steigerung der Arbeitszufriedenheit der ehemals Beschäftigungslosen.
Das Konzept wird auch mit der Kernaussage "Freie Arbeitnehmer an freie Arbeitsplätze" beworben.
Kritiker sehen in ihm allerdings eher eine neue Form der sogenannten Null-EuroJobber.

## Geschichte
Die Deregulierte Freibeschäftigung wurde in Grundzügen in den USA in den 1960er-Jahren entwickelt. Das fertige Konzept stammt dagegen aus Japan und wurde in den 1970er-Jahren entwickelt.

### USA
Ursprünglich wurde das Konzept 1960 von Arbeitspsychologen am Adams State College in den USA entwickelt. Gefängnisinsassen sollten auf ihre Arbeit in der freien Wirtschaft vorbereiten werden. Dieses konnte allerdings nie durchgesetzt werden. Szung Yu, der zu diesem Zeitpunkt am Adams State College wegen seiner Promotion tätig war, hat die Möglichkeit gesehen, das Konzept auf den freien Arbeitsmarkt zu übertragen. Einer Weiterentwicklung widmete er sich, als er 1968 von der japanischen Universität Osaka zum Professor für Arbeitswissenschaften berufen wurde.

### Japan
In den 1970er-Jahren leitete Szung Yu eine Arbeitsgruppe an der japanischen Universität Osaka, die sich mit Arbeitswissenschaften beschäftigte. In dieser Gruppe wurde das Konzept der Deregulierten Freibeschäftigung entwickelt. Da in Japan zu dieser Zeit keine hohe Arbeitslosigkeit herrschte, wurde das Konzept zuerst wenig beachtet. Erst als in den 1990er Jahren, während der Heisei-Zeit, die japanische Wirtschaft ihre erste große Krise seit dem Ende des Zweiten Weltkrieges durchmachte, kam es zu einer Wiederentdeckung des Konzeptes der Deregulierten Freibeschäftigung. Die japanische Regierung befand es für so gut, dass es 2003 in der Region Sendai in einem Pilotprojekt realisiert wurde. Aufgrund der geringen Arbeitslosenquote in Japan wurde die Laufzeit dieses Projektes auf 10 Jahre ausgedehnt.

### Deutschland
In Deutschland wurde die Deregulierte Freibeschäftigung erst durch Peter Vogel bekannt, der im Rahmen eines Forschungsabkommens mit der Universität von Osaka einen Teil der Daten aus dem Sendai-Projekt analysierte. Seitdem haben sich verschiedene Wissenschaftler diesem Konzept gewidmet. Die Daten aus Japan lassen vermuten, dass es auf Deutschland angewendet zu einer erheblichen Entlastung des Arbeitsmarktes führen würde. Darüber hinaus wird mit einer Steigerung der allgemeinen Arbeitszufriedenheit um 10 % gerechnet. Diese positiven Modellrechnungen haben dazu geführt, dass das Interesse an diesem Konzept stetig zunahm. Seit 2009 befindet sich eine Stiftung in Gründung, die sich ausschließlich mit der Implementierung der Deregulierten Freibeschäftigung in Deutschland befasst.